# Nephthea corallina
Nephthea corallina är en korallart som beskrevs av Kükenthal 1910. Nephthea corallina ingår i släktet Nephthea och familjen Nephtheidae. Inga underarter finns listade i Catalogue of Life.